# ガンヒルの決斗
『ガンヒルの決斗』（ガンヒルのけっとう、原題: Last Train from Gun Hill）は、1959年のアメリカ合衆国の映画。

## 概要
レス・クラッチフィールドの原作を『八十日間世界一周』の脚色で有名なジェームズ・ポーがシナリオに仕立て、『OK牧場の決斗』のジョン・スタージェスが監督した西部劇。2年前に製作された『OK牧場の決斗』のスタッフがほぼそのまま再結集している。なお、著作権表示欠落により現在はパブリックドメインとなっている。
『新・ガンヒルの決斗』という作品もあるが、本作とは全く関係の無い作品である。

## ストーリー
森の中で2人のチンピラがインディアンの女を強姦し殺害する。女は子連れで、難を逃れた子供はチンピラの馬を奪い、保安官である父のもとに逃げ帰る。保安官は馬の鞍を見て、その持ち主がかつての親友であることに気付く。そして今では牧場主でガンヒル一帯を仕切る親友に会うため保安官は列車に乗る。

## キャスト
※括弧内は日本語吹き替え（初回放送1974年4月24日『水曜ロードショー』
- マット・モーガン - カーク・ダグラス（中谷一郎）
- クレイグ・ベルデン - アンソニー・クイン（高品格）
- リック・ベルデン - アール・ホリマン（神谷明）
- リンダ - キャロリン・ジョーンズ（翠準子）
- ベロ - ブラッド・デクスター
- リー・スミサーズ - ブライアン・ハットン
- スカグ - ビング・ラッセル

## スタッフ
- 監督：ジョン・スタージェス
- 製作：ハル・B・ウォリス
- 原作：レス・クラッチフィールド
- 脚本：ジェームズ・ポー
- 音楽：ディミトリ・ティオムキン
- 撮影：チャールズ・ラング
- 美術：ハル・ペレイラ
- 編集：ウォーレン・ロー